# Gashīrāz
Gashīrāz (persiska: گشیراز) är en ort i Iran.   Den ligger i provinsen Hormozgan, i den sydöstra delen av landet, 1 200 km sydost om huvudstaden Teheran. Gashīrāz ligger 629 meter över havet och antalet invånare är 213.
Terrängen runt Gashīrāz är kuperad, och sluttar västerut.Runt Gashīrāz är det ganska glesbefolkat, med 25 invånare per kvadratkilometer. Närmaste större samhälle är Kūh-e Ḩeydar, 17,4 km söder om Gashīrāz. Trakten runt Gashīrāz är ofruktbar med lite eller ingen växtlighet.